# Ben Stiller
Benjamin Edward Meara Stiller, detto Ben (New York, 30 novembre 1965), è un attore, comico e regista statunitense.
I suoi film hanno incassato oltre 2,8 miliardi di dollari negli Stati Uniti e nel Canada, con una media di 74 milioni a film. Durante la sua carriera ha ricevuto diversi riconoscimenti, tra cui un premio Emmy, diversi MTV Movie Awards e un Teen Choice Awards.

## Biografia

### Primi anni
Nato a New York il 30 novembre 1965, figlio degli attori Jerry Stiller e Anne Meara, ha una sorella maggiore, Amy, anch'ella attrice. È di origini ebraiche. Già all'età di 10 anni inizia a girare brevi film in 8 millimetri con l'aiuto della sorella e di alcuni amici. L'interesse per immortalare le immagini spinge Ben ad apprendere le arti della fotografia, cui si dedica dividendosi tra videocamera e fotocamera. Nei tardi anni '70, si esibisce in diverse produzioni teatrali con il NYC's First All Children's Theater e durante le scuole superiori è il batterista in una band punk chiamata, Capital Punishment, che ha pubblicato un album in studio nel 1982, Roadkill. Stiller si diploma nel 1983 e si iscrive all'Università della California - Los Angeles per studiare cinema, ma dopo nove mesi lascia il corso di studi per ritrasferirsi a New York.

### Carriera

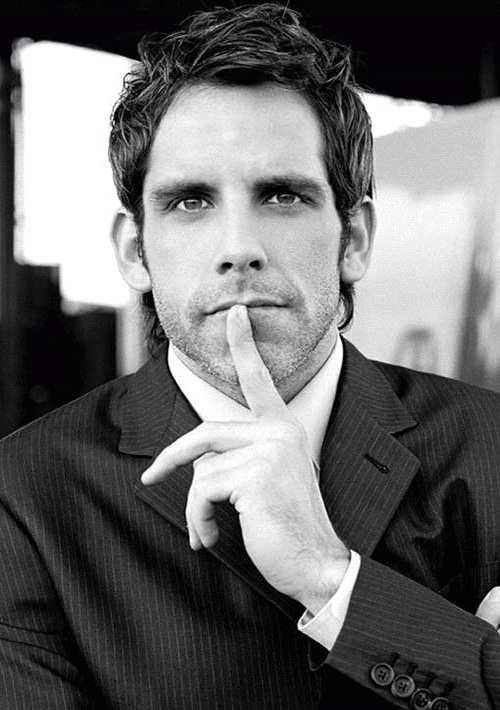
Ben Stiller nel 2006

Dopo aver valutato alcune proposte provenienti da Hollywood, Ben decide di dedicarsi al teatro. È proprio durante uno spettacolo teatrale che propone una breve parodia del film Il colore dei soldi (interpretando il ruolo di Tom Cruise) così divertente da venir trasmessa nel popolare programma televisivo Saturday Night Live, per il quale Ben lavorerà fino al 1989. Nel 1987 arriva il debutto cinematografico come attore in L'impero del sole, diretto da Steven Spielberg. Dopo il cinema continua a lavorare per la televisione: prima dirige uno show, poi MTV gli affida la conduzione di un programma di satira, poi acquistato dalla Fox. Sfortunatamente lo spettacolo viene cancellato e Ben si ritrova senza lavoro. Ma nello stesso anno appare in una piccola parte nei panni di Fast Eddie Felcher, nell'episodio Amen… e mandate offerte'" (tit. orig. '"Amen… Send Money) della 4ª serie di Miami Vice. Partecipa a diversi programmi come ospite (gira una puntata di Friends nel 1994) assieme alla moglie Christine Taylor. Nel 1990 affianca Bette Midler nel film Stella.
La passione per il cinema sarà alla base del suo debutto alla regia, avvenuto nel 1994, con il film Giovani, carini e disoccupati, con Winona Ryder ed Ethan Hawke. Nel 1996 dirige Jim Carrey nel film Il rompiscatole, ma la critica rimane poco impressionata da questo lavoro e il pubblico ancor meno. L'occasione arriva nel 1998 con la pellicola comica Tutti pazzi per Mary, grazie alla quale conquista il grande pubblico. L'anno dopo è in tre film, tra cui Mystery Men. Nel 2000 Stiller è in altri tre film, tra cui uno dei suoi ruoli più famosi, un infermiere di nome Gaylord "Greg" Focker in Ti presento i miei, accanto a Robert De Niro. Il film venne molto apprezzato dalla critica cinematografica, incassò oltre 330 milioni di dollari ed avrà due sequel. Stiller dirige la sua terza pellicola nel 2001, Zoolander, in cui recita nei panni di Derek Zoolander, un famoso modello. La pellicola è una parodia del mondo della moda, con particolare riguardo alla categoria dei "modelli", rappresentati come esagerati cultori del proprio aspetto e del proprio ego ma ingenui e goffi nella vita di tutti i giorni. Nel cast si possono notare numerosi camei da parte di personaggi noti nei panni di se stessi, tra cui, Donald Trump, Paris Hilton, Lenny Kravitz, Heidi Klum e David Bowie.
Nel 2004 Ben Stiller appare in sei diversi film: ...e alla fine arriva Polly, Anchorman - La leggenda di Ron Burgundy (cameo non-accreditato), Palle al balzo - Dodgeball, L'invidia del mio migliore amico, Mi presenti i tuoi? e Starsky & Hutch. Mi presenti i tuoi? arriva ad incassare oltre 516 milioni di dollari., mentre per tutti i restati film, Stiller verrà nominato cinque volte come peggior attore ai Razzie Awards 2004. Nel 2005 fa il suo debutto come doppiatore nel film della DreamWorks Madagascar, nel ruolo del leone Alex. Nella versione italiana, la sua voce sarà sostituita da Alessandro Besentini, dal duo comico Ale e Franz. Successivamente sono stati girati due sequel: Madagascar 2 (2008) e Madagascar 3 - Ricercati in Europa (2012).

Nel 2006 Stiller compare in un cameo nel film Scuola per canaglie, diretto da Todd Phillips, ed ha un cameo anche in Tenacious D e il destino del rock, prodotto da lui stesso. A dicembre esce Una notte al museo, commedia diretta da Shawn Levy. Il film non riscosse molto successo di critica, ma incassò un totale di oltre 574 milioni di dollari. Nel 2008 torna dietro la macchina da presa per dirigere il suo quarto film, Tropic Thunder. Stiller si è avvalso della collaborazione dell'amico Justin Theroux e di Etan Cohen. Il film ha come interpreti principali Stiller, Jack Black e Robert Downey Jr., che vestono i panni di un gruppo di attori. L'anno dopo è nel sequel di Una notte al museo, intitolato Una notte al museo 2 - La fuga, e in Un microfono per due.

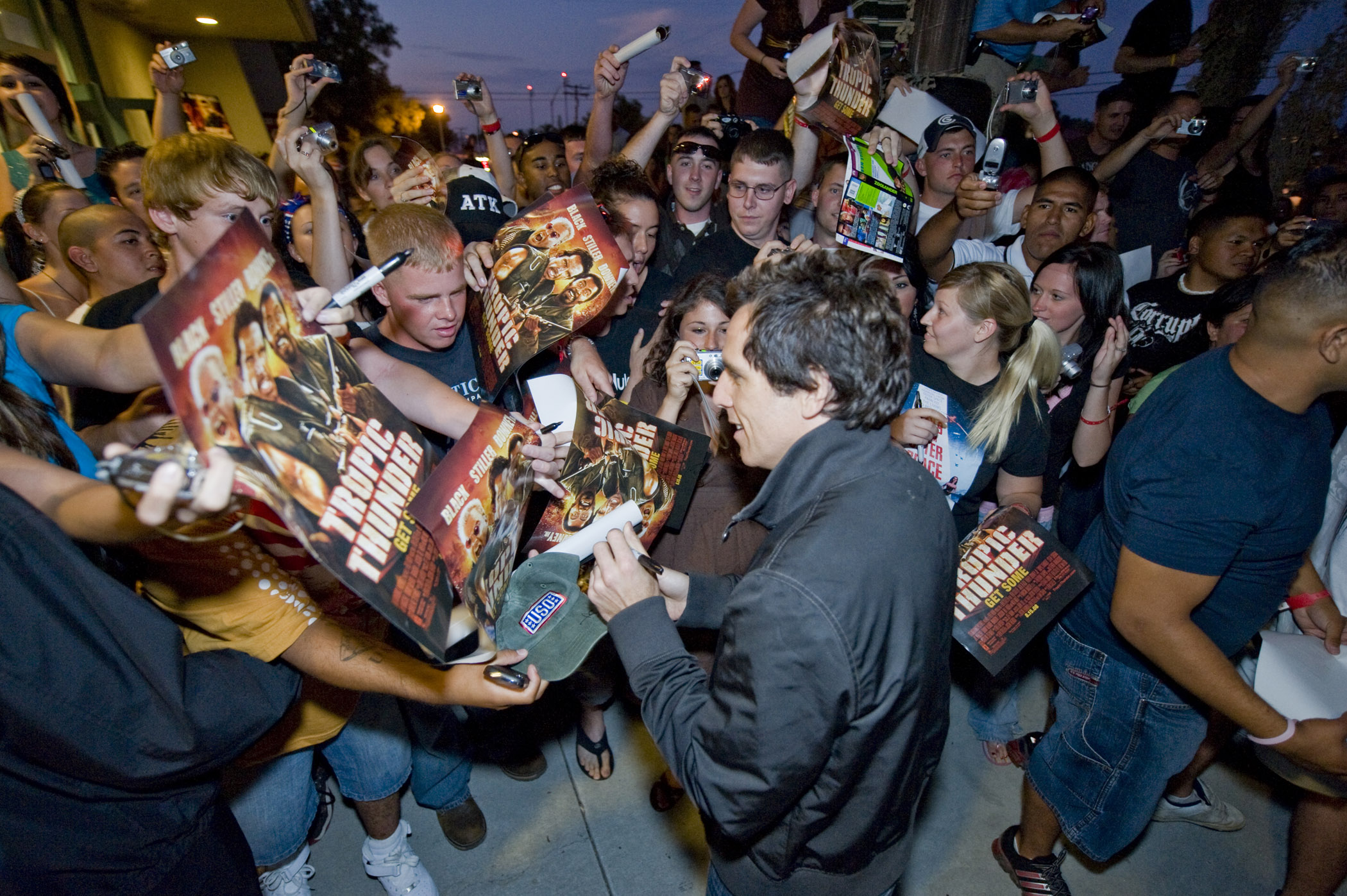
Ben Stiller mentre firma autografi prima di una proiezione di Tropic Thunder al Camp Pendleton il 3 agosto 2008

Nel 2010 fa un cameo nel falso documentario Joaquin Phoenix - Io sono qui!, diretto, co-scritto, co-prodotto, co-montato, co-musicato da Casey Affleck e Joaquin Phoenix, e nel sequel di Ti presento i miei (2000) e Mi presenti i tuoi? (2004), Vi presento i nostri. Stiller aveva pianificato di doppiare il personaggio principale di Megamind, di cui è anche produttore esecutivo, ma alla fine cedette il posto a Will Ferrell. Nel 2011 recita in Tower Heist - Colpo ad alto livello, in cui fa parte di un gruppo di dipendenti di un grattacielo di appartamenti statunitense che progettano di rapinare il truffatore. Nel 2013 scrive, dirige, e interpreta il film I sogni segreti di Walter Mitty che si rivela un discreto successo. Notte al museo - Il segreto del faraone, il terzo e ultimo film della serie, esce nelle sale il 19 dicembre 2014 negli Stati Uniti e Regno Unito e il 28 gennaio 2015 in Italia.
Nel 2016 recita, scrive e dirige il sequel del film Zoolander del 2001 intitolato Zoolander 2, nelle sale cinematografiche dal 12 febbraio 2016. Per promuovere il film Stiller e Owen Wilson hanno sfilato alla settimana della moda di Parigi nel marzo 2015 nei panni dei loro personaggi e posano anche nella vetrina di un negozio di Valentino a Roma nel gennaio 2016. L'anno successivo è parte del cast di The Meyerowitz Stories, scritto e diretto da Noah Baumbach. Il film è stato presentato in anteprima e in concorso al Festival di Cannes 2017 il 21 maggio 2017 ed ha ricevuto 4 minuti di standing ovation. Inoltre ha recitato diretto da Mike White in Brad's Status, uscito a settembre.

### "Frat Pack"
Ben Stiller, insieme a Jack Black, Will Ferrell, Vince Vaughn, Steve Carell e i fratelli Owen e Luke Wilson fa parte del gruppo non ufficiale di comici statunitensi denominato Frat Pack; questi hanno infatti lavorato insieme, nella loro collettività o in sottogruppi più ristretti, a svariate opere cinematografiche, tutte caratterizzate da uno sfondo comico o demenziale, in veste di attori principali e spesso anche in ruoli secondari o in camei.
È generalmente riconosciuto come il leader, dati i suoi numerosi camei e per le numerose collaborazioni con gli altri membri del gruppo, in film diretti da lui. Dei 35 film riconosciuti come film del Frat Pack, Stiller è coinvolto in 20. È apparso accanto a Owen Wilson ben dodici volte. Stiller non riconosce, però, il termine Frat Pack, che ha definito "completamente inventato".

## Vita privata
Nel novembre 1999 ha conosciuto l'attrice Christine Taylor e il 13 maggio 2000 sono convolati a nozze. La coppia ha due figli: Ella Olivia, nata il 9 aprile 2002, e Quinlin Dempsey, nato il 10 luglio 2005. A fine maggio 2017 hanno annunciato il divorzio. Nel 2021 la coppia si è riconciliata. Stiller e la Taylor seguono un regime alimentare vegetariano per ragioni salutistiche.
L'attore è affetto da disturbo bipolare. Nell'ottobre 2016 ha rivelato che gli era stato diagnosticato un tumore alla prostata nel giugno 2014. Dopo un intervento, è stato dichiarato completamente guarito nel settembre 2017.
È un tifoso della squadra NBA dei New York Knicks, che segue spesso nelle sue partite casalinghe al Madison Square Garden.
Stiller sostiene il Partito Democratico americano.

## Filmografia

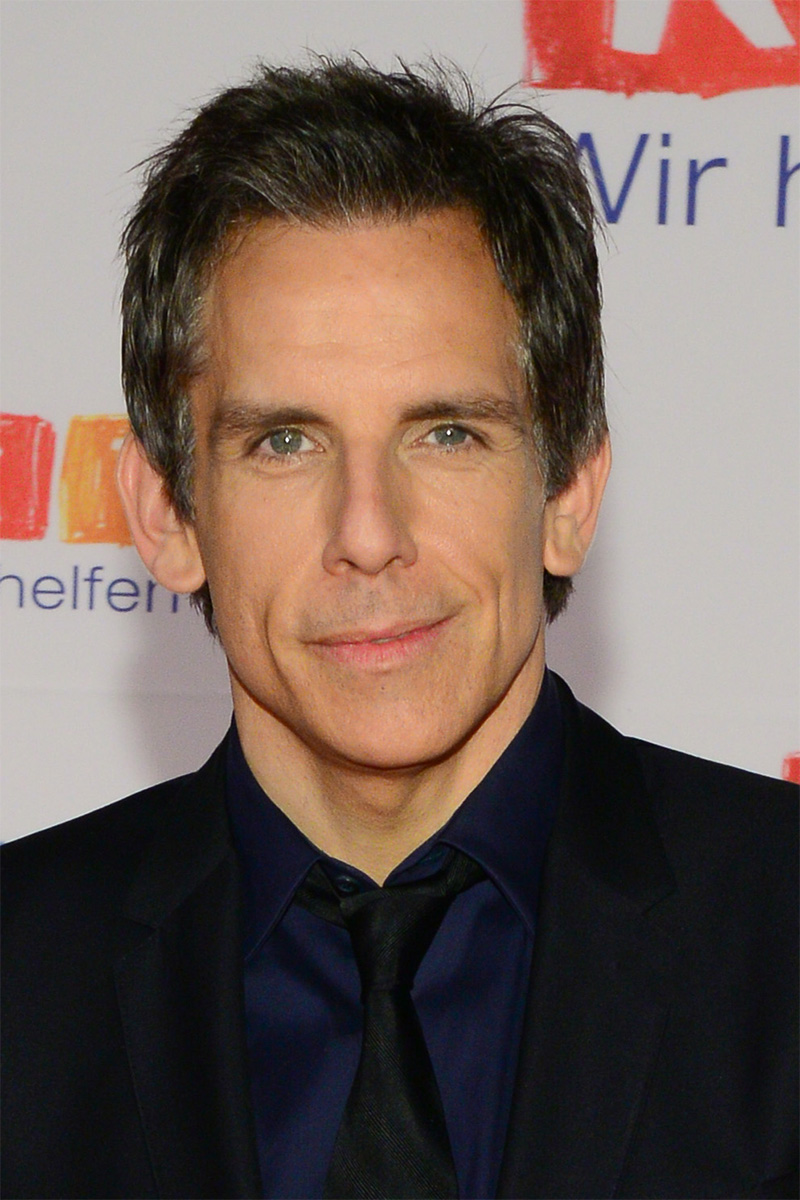
Ben Stiller nel 2014

### Attore

#### Cinema
- Su e giù per i Caraibi (Hot Pursuit), regia di Steven Lisberger (1987)
- L'impero del sole (Empire of the Sun), regia di Steven Spielberg (1987)
- Pazzie di gioventù (Fresh Horses), regia di David Anspaugh (1988)
- Vendetta trasversale (Next of Kin), regia di John Irvin (1989)
- Stella, regia di John Erman (1990)
- Autostrada per l'inferno (Highway to Hell), regia di Ate de Jong (1991)
- Giovani, carini e disoccupati (Reality Bites), regia di Ben Stiller (1994)
- Pesi massimi (Heavyweights), regia di Steven Brill (1995)
- Un tipo imprevedibile (Happy Gilmore), regia di Dennis Dugan (1996)
- Appuntamento col ponte (If Lucy Fell), regia di Eric Schaeffer (1996)
- Amori e disastri (Flirting with Disaster), regia di David O. Russell (1996)
- Il rompiscatole (The Cable Guy), regia di Ben Stiller (1996) - cameo
- Zero Effect, regia di Jake Kasdan (1998)
- Tutti pazzi per Mary (There's Something About Mary), regia di Peter e Bobby Farrelly (1998)
- Amici & vicini (Your Friends & Neighbors), regia di Neil LaBute (1998)
- Hard Night (Permanent Midnight), regia di David Veloz (1998)
- The Suburbans - Ricordi ad alta fedeltà (The Suburbans), regia di Donal Lardner Ward (1999)
- Mystery Men, regia di Kinka Usher (1999)
- Black & White, regia di James Toback (1999)
- Tentazioni d'amore (Keeping the Faith), regia di Edward Norton (2000)
- Ti presento i miei (Meet the Parents), regia di Jay Roach (2000)
- Zoolander, regia di Ben Stiller (2001)
- I Tenenbaum (The Royal Tenenbaums), regia di Wes Anderson (2001)
- Orange County, regia di Jake Kasdan (2002)
- Nessuno sa nulla (Nobody Knows Anything!), regia di William Tannen (2003)
- Duplex - Un appartamento per tre (Duplex), regia di Danny DeVito (2003)
- ...e alla fine arriva Polly (Along Came Polly), regia di John Hamburg (2004)
- Starsky & Hutch, regia di Todd Phillips (2004)
- L'invidia del mio migliore amico (Envy), regia di Barry Levinson (2004)
- Palle al balzo - Dodgeball (Dodgeball: A True Underdog Story), regia di Rawson Marshall Thurber (2004)
- Anchorman - La leggenda di Ron Burgundy (Anchorman: The Legend of Ron Burgundy), regia di Adam McKay (2004)
- Mi presenti i tuoi? (Meet the Fockers), regia di Jay Roach (2004)
- Scuola per canaglie (School for Schoundrels), regia di Todd Phillips (2006)
- Tenacious D e il destino del rock (Tenacious D in The Pick of Destiny), regia di Liam Lynch (2006)
- Una notte al museo (Night at the Museum), regia di Shawn Levy (2006)
- Lo spaccacuori (The Heartbreak Kid), regia di Peter e Bobby Farrelly (2007)
- Tropic Thunder, regia di Ben Stiller (2008)
- Una notte al museo 2 - La fuga (Night at the Museum: Battle of the Smithsonian), regia di Shawn Levy (2009)
- Un microfono per due (The Marc Pease Experience), regia di Todd Louiso (2009)
- Lo stravagante mondo di Greenberg (Greenberg), regia di Noah Baumbach (2010)
- Joaquin Phoenix - Io sono qui! (I'm Still Here), regia di Casey Affleck (2010)
- Vi presento i nostri (Little Fockers), regia di Paul Weitz (2010)
- Tower Heist - Colpo ad alto livello (Tower Heist), regia di Brett Ratner (2011)
- Vicini del terzo tipo (The Watch), regia di Akiva Schaffer (2012)
- He's Way More Famous Than You, regia di Michael Urie (2013)
- I sogni segreti di Walter Mitty (The Secret Life of Walter Mitty), regia di Ben Stiller (2013)
- Giovani si diventa (While We're Young), regia di Noah Baumbach (2014)
- Notte al museo 3 - Il segreto del faraone (Night at the Museum: Secret of the Tomb), regia di Shawn Levy (2014)
- Zoolander 2, regia di Ben Stiller (2016)
- The Meyerowitz Stories, regia di Noah Baumbach (2017)
- Brad's Status, regia di Mike White (2017)
- Hubie Halloween, regia di Steven Brill (2020) - cameo
- Locked Down, regia di Doug Liman (2021)
- Bros, regia di Nicholas Stoller (2022) - cameo
- Nutcrackers, regia di David Gordon Green (2024)
- Un tipo imprevedibile 2 (Happy Gilmore 2), regia di Kevin Newacheck (2025)

#### Televisione
- Kate e Allie (Kate & Allie) – serie TV, episodio 3x15 (1986)
- American Playhouse – serie TV, episodio 3x14 (1987)
- Miami Vice – serie TV, episodio 4x02 (1987)
- Saturday Night Live – programma TV, 4 puntate (1989)
- Friends – serie TV, episodio 3x22 (1997)
- Freaks and Geeks – serie TV, 1 episodio (1999)
- Arrested Development - Ti presento i miei (Arrested Development) – serie TV, 4 episodi (2004-2013)
- Extras – serie TV, 1 episodio (2005)
- Haters Back Off – serie TV, episodio 1x03 (2016)

### Regista

#### Cinema
- Elvis Stories (1989) – cortometraggio
- Giovani, carini e disoccupati (Reality Bites, 1994)
- Il rompiscatole (The Cable Guy, 1996)
- Zoolander (2001)
- Tropic Thunder (2008)
- I sogni segreti di Walter Mitty (The Secret Life of Walter Mitty, 2013)
- Zoolander 2 (2016)

#### Televisione
- Escape at Dannemora – miniserie TV (2018)
- Scissione – serie TV (2022-in corso)

### Sceneggiatore
- Elvis Stories (1989)
- Zoolander (2001)
- Tropic Thunder (2008)
- Zoolander 2 (2016)

### Doppiatore
- Frasier – serie TV, 1 episodio (1993)
- I Simpson (The Simpsons) – serie TV, 1 episodio (2002)
- Madagascar, regia di Eric Darnell, Tom McGrath (2005)
- Bee Movie, regia di Steve Hickner e Simon J. Smith (2007)
- I Griffin – serie TV, 1 episodio (2007)
- Madagascar 2 (Madagascar: Escape 2 Africa), regia di Eric Darnell, Tom McGrath (2008)
- Buon Natale, Madagascar! (Merry Madagascar), regia di David Soren – cortometraggio (2009)
- Phineas e Ferb - serie animata, 1 episodio (2010)
- Megamind, regia di Tom McGrath (2010)
- Madagascar 3 - Ricercati in Europa (Madagascar 3: Europe's Most Wanted), regia di Eric Darnell (2012)
- Le follie di Madagascar (Madly Madagascar), regia di David Soren (2013)

### Produttore
- Escape at Dannemora – miniserie TV (2018)
- Alex Strangelove (2018)
- Severance (2022)

### Videoclip
- 2000 - All Star - Smash Mouth
- 2000 - Rollin' (Air Raid Vehicle) - Limp Bizkit
- 2000 - Chocolate Starfish and the Hot Dog Flavored Water - Limp Bizkit
- 2001 - Bad Boy for Life - Sean Combs
- 2002 - Tribute - Tenacious D
- 2004 - Taylor - Jack Johnson
- 2006 - Awesome; I Fuckin' Shot That! - Beastie Boys
- 2007 - Closer - Travis
- 2024 - Drive – SZA

## Riconoscimenti
- 1993 – Emmy Awards
  - Migliore sceneggiatura per un varietà o un programma musicale per The Ben Stiller Show
- 1999 – MTV Movie Awards
  - Miglior combattimento per Tutti pazzi per Mary
- 2001 – MTV Movie Awards
  - Miglior performance comica per Ti presento i miei
  - Nomination Miglior performance di gruppo (condiviso con Robert De Niro) in Ti presento i miei
- 2001 – Blockbuster Entertainment Awards
  - Nomination Miglior attore in un film commedia/romantico per Ti presento i miei
- 2001 – Teen Choice Awards
  - Nomination Miglior attore protagonista per Ti presento i miei
- 2001 – American Comedy Awards
  - Attore più divertente per Ti presento i miei
- 2002 – Teen Choice Awards
  - Choice Movie: Hissy Fit per Zoolander
- 2005 – Teen Choice Award
  - Nomination Miglior attore in un film commedia, Miglior scena di arrossimento e Miglior bugiardo in Mi presenti i tuoi?
- 2005 – MTV Movie Awards
  - Miglior cattivo per Palle al balzo - Dodgeball
- 2007 – Kids' Choice Awards
  - Wannabe Award
- 2009 – MTV Movie Awards
  - MTV Generation Award
- 2011 – Saturn Awards
  - Candidatura come Miglior attore per I sogni segreti di Walter Mitty
- 2015 – Kids' Choice Awards[40]
  - Attore cinematografico preferito per Notte al museo 3 - Il segreto del faraone
- 2015 – Teen Choice Award[41]
  - Candidatura come Miglior attore in un film commedia per Notte al museo 3 – Il segreto del faraone

## Doppiatori italiani
Nelle versioni in italiano delle opere in cui ha recitato, Ben Stiller è stato doppiato da:
- Vittorio Guerrieri in Hard Night, Ti presento i miei, Curb Your Enthusiasm, Zoolander, I Tenenbaum, Duplex - Un appartamento per tre, ...e alla fine arriva Polly, Starsky & Hutch, Mi presenti i tuoi?, Extras, Tenacious D e il destino del rock, Una notte al museo, Lo spaccacuori, Tropic Thunder, Una notte al museo 2 - La fuga, Lo stravagante mondo di Greenberg, Vi presento i nostri, Tower Heist - Colpo ad alto livello, Vicini del terzo tipo, I sogni segreti di Walter Mitty, Giovani si diventa, Notte al museo - Il segreto del faraone, Zoolander 2, The Meyerowitz Stories, Hubie Halloween, Locked Down, Bros, Un tipo imprevedibile 2
- Massimo De Ambrosis in Appuntamento col ponte, Black & White, L'invidia del mio migliore amico
- Christian Iansante in Pesi massimi, Arrested Development, Scuola per canaglie
- Sandro Acerbo in Vendetta trasversale, Giovani, carini e disoccupati
- Stefano Benassi in Amori e disastri, Mystery Men
- Oreste Baldini in Zero Effect, Tentazioni d'amore
- Tonino Accolla in Tutti pazzi per Mary, Palle al balzo - Dodgeball
- Alberto Caneva in Miami Vice
- Saverio Moriones in Su e giù per i Caraibi
- Wladimiro Grana in L'impero del sole
- Roberto Chevalier in Stella
- Francesco Bulckaen in Friends
- Davide Marzi in Un tipo imprevedibile
- Danilo De Girolamo in Amici & vicini
- Marco Mete in The Suburbans - Ricordi ad alta fedeltà
- Stefano Mondini in Orange County
- Roberto Certomà in Nessuno sa nulla
- Luca Sandri in Un microfono per due
- Marcello Cortese in Haters Back Off
- Dario Oppido in Dear Santa

Da doppiatore è sostituito da:
- Vittorio Guerrieri in Buon Natale Madagascar!, Megamind, Phineas e Ferb, Le follie di Madagascar
- Ale in Madagascar, Madagascar 2, Madagascar 3 - Ricercati in Europa
- Ignazio La Russa in I Simpson
- Riccardo Rossi in Frasier
- Tony Sansone in King of The Hill